# Копысов, Андрей Николаевич
Андре́й Никола́евич Ко́пысов (род. 14 февраля 1964 года, Ижевск, Удмуртская АССР, РСФСР, СССР) — советский хоккеист.

## Биография
Игровую карьеру начал в родном Ижевске, в 17 лет, учась в школе, начав защищать ворота «Ижстали», вернувшейся в высшую лигу чемпионата СССР. В середине сезона 1982/1983 был призван в ряды Советской Армии, срочную службу проходил на Семипалатинском ядерном полигоне.
После демобилизации принял приглашение кирово-чепецкой «Олимпии», где в этот период вторым вратарём дебютировал 16-летний Андрей Трефилов. В 1986 году по семейным обстоятельствам вернулся в Ижевск.
В 1987 году создававший в Нефтекамске команду «Торпедо» Сергей Войкин «переманил» игрока, предложив обеспечить его жильём.
По окончании в 1989 году карьеры игрока трудился детским тренером в хоккейных школах «Торос» (Нефтекамск) и «Ижсталь» (Ижевск). В составе судейской бригады обслуживает матчи ВХЛ.